# Кто есть Америка?
«Кто есть Америка?» (англ. Who Is America?) — американский политико-сатирический телесериал, созданный Сашей Бароном Коэном, премьера которого состоялась 15 июля 2018 на телеканале Showtime. В сериале Барон Коэн играет в образе разных персонажей, также он является исполнительным продюсером наряду с Энтони Хаинсом, Тоддом Шульманом, Эндрю Ньюманом, Дэном Мазером и Адамом Ловиттом.

## Идея сериала
Who Is America? исследует «различных людей, от непопулярных до известных, связанных с политической и культурной сферой, которые популяризируют наш уникальный народ».

## Актеры и персонажи
Саша Барон Коэн изображает различных персонажей:
- Билли Уэйн Раддик (англ. Billy Wayne Ruddick), доктор философии, крайне правый конспиролог и самопровозглашенный гражданский журналист, который публикует свои расследования на сайте TRUTHBRARY.org (от англ. truth «правда» и library «библиотека»).
- Доктор Нира Каин Н’Дегочелло (англ. Dr. Nira Cain-N'Degeocello), читающий лекции о гендерных исследованиях в Рид-колледже и либерально-демократический активист, который хочет устранить разногласия («heal the divide») между консерваторами и либералами в Америке.
- Рик Шерман (англ. Rick Sherman), бывший заключённый, художник, недавно выпущенный после 21 года пребывания в тюрьме, который использует экскременты в своём творчестве. Он заинтересован в продвижении своего искусства и идёт в картинную галерею, пытаясь продать некоторые из своих работ.
- Эрран Морад (англ. Erran Morad), израильский эксперт по борьбе с терроризмом, полковник израильских военных сил и бывший агент Моссада. Он считает, что план Национальной стрелковой ассоциации по вооружению школьных учителей недостаточно хорош для сокращения вооружённого насилия и предлагает новую программу «Kinderguardians» (возможный перевод «дети-защитники»), в которой предлагает вооружить детей в возрасте от 3 до 16 лет.
- Джио Мональдо (итал. Gio Monaldo), итальянский плейбой-миллиардер и фотограф моды, занимающийся псевдоблаготворительностью и ведущий собственную программу La Vita Diamante di Gio на канале Canale 5.
- OMGWhizzBoyOMG!, финский ютубер, сопровождающий анбоксинг товаров интервью с гостями.